# Iedélevo
Iedélevo (en rus: Еделево) és un poble de l'óblast d'Uliànovsk, a Rússia, que el 2010 tenia 987 habitants. Pertany al districte municipal de Kuzovàtovo.